# Ungureni, Botoșani
Ungureni là một xã thuộc hạt Botoșani, România. Dân số thời điểm năm 2002 là 6990 người.